# Lantern battery

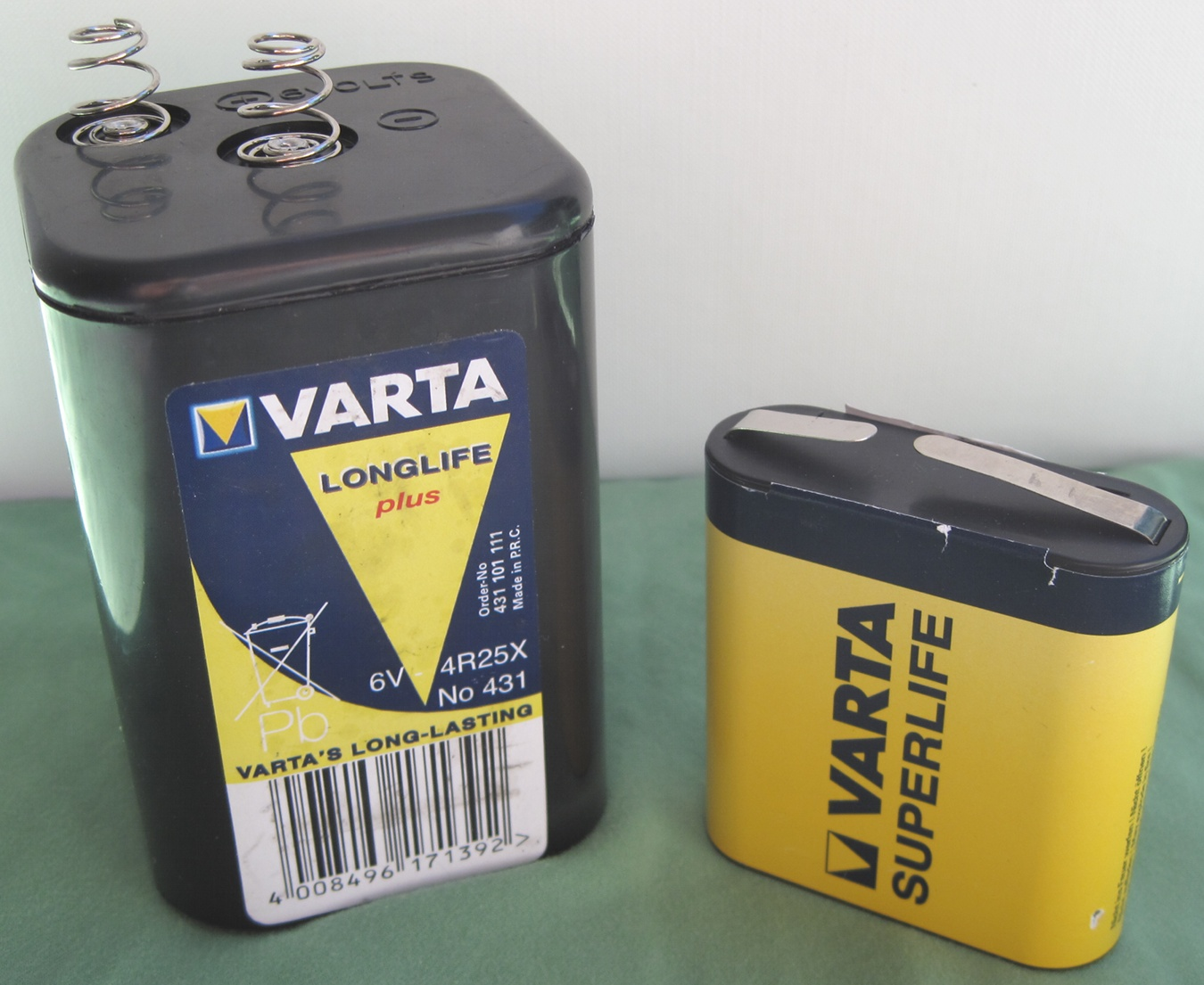
Lantern battery da 6 volt e 4.5 volt

Una lantern battery è una batteria primaria rettangolare, tipicamente alcalina o a zinco-carbone, usata inizialmente nelle torce elettriche e nelle lampade. Le lantern battery sono fisicamente più larghe e offrono una capacità maggiore delle comuni pile D, dette anche pile torcia. Le lantern battery sono costituite da più celle inserite dentro un contenitore rigido.

In Italia, la variante più comune è quella piatta da 4,5 volt; negli Stati Uniti la più comune è quella da 6 volt a base quadrata con terminali a molla.

## Pila piatta, 4,5 volt
La pila piatta da 4,5 volt è la lantern battery più comune in Europa e nella Federazione russa. Essa è costituita da tre pile da 1,5 volt collegate in serie ed è la pila più usata nelle torce elettriche. Come terminali ha due striscioline metalliche: la più corta delle due è il terminale positivo.

## Specifiche tecniche
| Tensione nominale | Codifica IEC | ANSI/NEDA         | Nominativi dei produttori                    | Capacità (Ah) | Dimensioni (mm) |
| ----------------- | ------------ | ----------------- | -------------------------------------------- | ------------- | --------------- |
| 4,5 volt          | 3R12, 3LR12  | 3R12, 3LR12, 4.5v | G3LR12, 1289/AD28, 210, GP312S, MN1203, 3336 | da 3 a 4,8    | 67 x 62 x 22    |